# Deka May
André Fretta May (mais conhecido como Deka May; Tubarão, Santa Catarina, 30 de setembro de 1961) é um advogado e político brasileiro.
Filho de Paulo Osny May e de Ilza Fretta May.
Foi eleito em 2008 o vereador mais votado de Tubarão. Nas eleições de 2014 foi candidato pelo PP a deputado pela Assembleia Legislativa de Santa Catarina, obtendo 16.403 votos, ficando na posição de quarto suplente. Foi convocado para a 18ª Legislatura (2015-2019), em razão do afastamento do deputado Valmir Comin, exercendo o cargo durante dois meses, em abril e maio de 2016.